# Albumų Top 100
Albumų Top 100 (pol. Top 100 Albumów) – cotygodniowa lista przebojów najlepiej sprzedających się albumów na Litwie publikowana przez organizację Agata. Lista obejmuje 100 pozycji.
Listy są przygotowywane w oparciu o cotygodniowe wyniki sprzedaży cyfrowej i fizycznej albumów na Litwie, a także częstotliwość odtwarzania albumów w serwisach streamingowych takich jak; Spotify, Deezer, Apple Music, iTunes, Google Play i Shazam.
Pierwsze notowanie zostało opublikowane 28 września 2018 roku.